# Mi lett volna, ha...
A Mi lett volna, ha... (If...) a Született feleségek (Desperate Housewives) című amerikai filmsorozat százhuszonkettedik epizódja. Az Amerikai Egyesült Államokban először az ABC (American Broadcasting Company) adó vetítette 2010. január 3-án.

## Az epizód cselekménye
A repülőgép lezuhanása következtében többen is kórházba kerülnek a Lila Akác köz lakói közül. Látszólag Karl sérülései a legsúlyosabbak, de az orvosok mindent megtesznek, hogy megmentsék. Az aggódó Susan elképzeli, milyen is lett volna, ha nem dobja ki Karlt, miután rájött, hogy viszonya van a titkárnőjével. Képzeletében Karl bevallja, hogy nem csak a titkárnőjével, de számos más nővel is megcsalta Susant. Az asszony kényszerevésbe kezd, és túlsúlyos lesz. Egy nap benyit hozzá a vízszerelő, Mike Delfino. Susan elmondja neki, hogy tudja, a férje most is görbe utakon jár, majd felajnálja Mike-nak, hogy álljanak együtt bosszút Karlon. Azonban Mike visszautasítja az ajánlatot, majd Susan edzeni kezd, hogy visszanyerje régi alakját. Azonban egy nap maga Karl dönt úgy, hogy ideje távoznia Susan életéből, mondván, hogy jobb lett volna, ha Susan már elsőre elengedi. Susant az orvos ébreszti fel gondolataiból Karl halálhírével. Susan elmondja Mrs. McCluskey-nak, hogy nem érez mást, mint hálát volt férje iránt.
Amikor Bree megtudja, hogy szerelme eltávozott, hisztériás rohamot kap, és csak nyugtatókkal tudják lecsillapítani. Bree arról álmodik, hogy mi lett volna, ha Karl nem hal meg. Látja a boldog pillanatokat, amelyekkel belevágnak házasságukba, majd azt is, hogyan jön rá, hogy Karl viszonyt kezdett Bree jógaedzőjével. Évekkel később megtudja, hogy Orson meghalt, és kiderül, hogy a lakása tele volt Bree képeivel, mintha sose szűnt volna meg szeretni őt, és összetört szíve vitte volna a halálba. Amikor Bree felébred, az orvosok közlik vele, hogy a férje nagy valószínűséggel lebénult.
Angie-vel közlik, hogy habár Mona Clarkot elütötte a repülő, még van rá esély, hogy megmentik. Angie elképzeli, hogy Mona felébred és feljelenti őt a rendőrségen. Hamarosan kihallgatják, és elmondja, hogy egy Patrick Logan nevű férfi elől menekül, akitől több félnivalója van, mint az FBI-tól. Később a tárgyaláson életfogytiglani börtönre ítélik egy férfi halálának okozásáért, ami elmondása szerint nem volt előre eltervezett vagy szándékos. Angie gondolatait Mona dicső halálhíre szakítja félbe.
Gaby úgy érzi, Celia azért menekült meg, mert valami nagy dologra született. Álmában Gaby elképzeli, hogy a kislányból színésznőt farag, kierőszakolva belőle saját különlegességét. A lány nem mehet táborokba, nem lehet normális gyerekkora, mert Gaby folyton meghallgatásokra viszi. Idővel Carlos és Juanita is kilép a család életéből, és évekkel később az öreg és szegény Gaby háza romhalmazzá vált. Celia pedig bevallja, hogy nem akar színésznő lenni. Mikor Gaby felébred, ráeszmél, hogy a lánya úgy különleges, ahogy van.
Lynette elképzeli, hogy mi lenne, ha a kisbabája fogyatékos lenne. Rengeteget sír ez a kisbaba, tizenhárom éves korában csak mankóval tud járni. A fiú kér egy szendvicset Lynette-től, aki elkezd vele kiabálni. Erre a fiú megpróbálja maga elkészíteni a szendvicset, de nem igazán sikerül neki. Lynette könnyen megbékíti a fiát. Amikor a fiú elvégzi az egyetemet, beszédet mond, amiben Lynette-t dicséri. Lynette gondolatait az szakítja félbe, hogy közlik vele, elveszítette az egyik babát.

## Mellékszereplők
- Richard Burgi - Karl Mayer
- Tuc Watkins - Bob Hunter
- Jeff Doucette - Crowley atya
- Gloria Garayua - A felnőtt Celia Solis
- Michael Holden - Dr. Baron
- James McDonnell - Dr. Crane
- Steven Anderson - Sullivan bíró
- Evan Arnold - Casting Director
- Miguel Perez - Padilla ügynök
- Daniella Baltodano - Celia Solis
- Maria Cominis - Mona Clark
- Helen Eigenberg - Joan
- Ragan Wallake - Courtney
- Jayne Taini - Mrs. Grecco
- Paul Keeley - Dr. McLean
- Kathy Muzingo - Reklám-anyuka
- Dale Waddington - Ápolónő
- Zayne Emory - A 13 éves Patrick Scavo
- Anthony Traina - A felnőtt Patrick Scavo
- Karolinah Villarrea - A 11 éves Celia Solis
- Craig Tsuyumine - Riporter

## Mary Alice epizódzáró monológja
- A narrátor, Mary Alice monológja az epizód végén így hangzik (a magyar változat alapján):

"Karl Mayer temetése méltóságteljes esemény volt. Részt vettek rajta a rokonok és barátok és mind azok, aki szerették. A pap a tragédia természetéről beszélt, hogy felveti a szemlélőkben a kérdést: mi lett volna, ha…? Mi lett volna, ha nem hal meg? Mi lett volna, ha máshogy döntöttem volna?  Ha elkövettem volna azt a hibát? És aztán a pap azt mondta a legjobban úgy tiszteleghetünk az elhunyt előtt, ha arra koncentrálunk, ami van és tesszük a dolgunkat a legjobban, ahogy tőlünk telik. És idővel a barátnőim is éppen ezt fogják tenni."

## Epizódcímek más nyelveken
- Angol: If... (Ha...)
- Francia: C'est arrivé près de chez vous (Az otthonodhoz közel történt)
- Olasz: E se... (És ha...)
- Arabic: إذا فعلت ذلك.. (Ha úgy tettem volna...)
- Német: Was wäre, wenn (Mi lenne, ha...)